# Серджо Клерічі
Серджо Клерічі (порт. Sergio Clerici, нар. 25 травня 1941, Сан-Паулу) — бразильський футболіст, що грав на позиції нападника. По завершенні ігрової кар'єри — футбольний тренер.
Ігрову кар'єру провів в Італії, де відвграв 336 ігор в Серії A, забивши 103 голи. Виступав, зокрема, за клуби «Фіорентина» та «Наполі».

## Ігрова кар'єра
Народився 25 травня 1941 року в місті Сан-Паулу. Вихованець футбольної школи клубу «Португеза Деспортос».
У дорослому футболі дебютував 1960 року виступами за команду клубу «Лекко», в якій провів шість сезонів, взявши участь у 201 матчі чемпіонату.
Згодом з 1967 по 1971 рік грав у складі команд клубів «Болонья», «Аталанта» та «Верона».
Своєю грою за останню команду привернув увагу представників тренерського штабу клубу «Фіорентина», до складу якого приєднався 1971 року. Відіграв за «фіалок» наступні два сезони своєї ігрової кар'єри. Більшість часу, проведеного у складі «Фіорентини», був основним гравцем атакувальної ланки команди. У складі «Фіорентини» був одним з головних бомбардирів команди, маючи середню результативність на рівні 0,38 голу за гру першості.
1973 року уклав контракт з клубом «Наполі», у складі якого провів наступні два роки своєї кар'єри гравця. Граючи у складі «Наполі» також здебільшого виходив на поле в основному складі команди. В новому клубі був серед найкращих голеодорів, відзначаючись забитим голом в середньому щонайменше у кожній другій грі чемпіонату.
Протягом 1975—1977 років знову захищав кольори команди клубу «Болонья».
Завершив професійну ігрову кар'єру у клубі «Лаціо», за команду якого виступав протягом 1977—1978 років.

## Кар'єра тренера
Розпочав тренерську кар'єру невдовзі по завершенні кар'єри гравця, 1980 року, очоливши тренерський штаб бразильського «Палмейраса».
Протягом наступного року очолював команду клубу «Сантус».
Останнім місцем тренерської роботи був клуб «Інтернасьйонал Лімейра», команду якого Серджо Клерічі очолював як головний тренер 1982 року.

## Титули і досягнення
- Найкращий бомбардир Серії B (1):

1964–65 (20 голів)